# Amfreville-la-Mi-Voie
Amfreville-la-Mi-Voie és un municipi francès situat al departament del Sena Marítim i a la regió de Normandia. L'any 2007 tenia 3.043 habitants.

## Demografia

### Població
El 2007 la població de fet d'Amfreville-la-Mi-Voie era de 3.043 persones. Hi havia 1.196 famílies de les quals 342 eren unipersonals (135 homes vivint sols i 207 dones vivint soles), 270 parelles sense fills, 425 parelles amb fills i 159 famílies monoparentals amb fills.
La població ha evolucionat segons el següent gràfic:
Habitants censats

### Habitatges
El 2007 hi havia 1.285 habitatges, 1.224 eren l'habitatge principal de la família, 6 eren segones residències i 55 estaven desocupats. 795 eren cases i 489 eren apartaments. Dels 1.224 habitatges principals, 618 estaven ocupats pels seus propietaris, 600 estaven llogats i ocupats pels llogaters i 7 estaven cedits a títol gratuït; 21 tenien una cambra, 118 en tenien dues, 300 en tenien tres, 357 en tenien quatre i 428 en tenien cinc o més. 750 habitatges disposaven pel capbaix d'una plaça de pàrquing. A 606 habitatges hi havia un automòbil i a 419 n'hi havia dos o més.

### Piràmide de població
La piràmide de població per edats i sexe el 2009 era:
| Homes | Edats   | Dones |
| ----- | ------- | ----- |
| 0     | 95 o +  | 4     |
| 0     | 90 a 94 | 4     |
| 8     | 85 a 89 | 28    |
| 8     | 80 a 84 | 20    |
| 24    | 75 a 79 | 36    |
| 48    | 70 a 74 | 56    |
| 60    | 65 a 69 | 96    |
| 48    | 60 a 64 | 60    |
| 72    | 55 a 59 | 48    |
| 53    | 50 a 54 | 93    |
| 60    | 45 a 49 | 69    |
| 136   | 40 a 44 | 96    |
| 128   | 35 a 39 | 140   |
| 164   | 30 a 34 | 160   |
| 100   | 25 a 29 | 96    |
| 80    | 20 a 24 | 84    |
| 76    | 15 a 19 | 80    |
| 120   | 10 a 14 | 64    |
| 132   | 5 a 9   | 112   |
| 100   | 0 a 4   | 100   |

## Economia
El 2007 la població en edat de treballar era de 2.004 persones, 1.496 eren actives i 508 eren inactives. De les 1.496 persones actives 1.351 estaven ocupades (712 homes i 639 dones) i 144 estaven aturades (66 homes i 78 dones). De les 508 persones inactives 146 estaven jubilades, 208 estaven estudiant i 154 estaven classificades com a «altres inactius».

### Ingressos
El 2009 a Amfreville-la-Mi-Voie hi havia 1.246 unitats fiscals que integraven 3.109,5 persones, la mediana anual d'ingressos fiscals per persona era de 18.001 €.

### Activitats econòmiques
Dels 89 establiments que hi havia el 2007, 3 eren d'empreses extractives, 1 d'una empresa alimentària, 1 d'una empresa de fabricació de material elèctric, 2 d'empreses de fabricació d'altres productes industrials, 5 d'empreses de construcció, 23 d'empreses de comerç i reparació d'automòbils, 8 d'empreses de transport, 9 d'empreses d'hostatgeria i restauració, 4 d'empreses d'informació i comunicació, 2 d'empreses financeres, 4 d'empreses immobiliàries, 11 d'empreses de serveis, 7 d'entitats de l'administració pública i 9 d'empreses classificades com a «altres activitats de serveis».
Dels 17 establiments de servei als particulars que hi havia el 2009, 1 era una oficina de correu, 2 tallers de reparació d'automòbils i de material agrícola, 2 guixaires pintors, 3 fusteries, 1 empresa de construcció, 3 perruqueries, 1 agència de treball temporal, 2 restaurants, 1 agència immobiliària i 1 saló de bellesa.
Dels 5 establiments comercials que hi havia el 2009, 1 era una gran superfície de material de bricolatge, 1 una botiga de menys de 120 m², 2 botigues de roba i 1 una botiga de roba.

## Equipaments sanitaris i escolars
L'únic equipament sanitari que hi havia el 2009 era una farmàcia.
El 2009 hi havia 1 escola maternal i 1 escola elemental.

## Poblacions més properes
El següent diagrama mostra les poblacions més properes.